# Вірігауре
Вірігауре (швед. Virihaure) — гірське озеро на півночі Швеції, у Лапландії, біля кордону з Норвегією. Лежить за Північним полярним колом. Шосте за глибиною озеро країни. Площа — 108 км², середня глибина становить 39,4 м, максимальна глибина — 138 м. Розташоване на висоті 580 м над рівнем моря. Належить до басейну річки Лулеельвен, що впадає у Ботнічну затоку Балтійського моря.
З озера Вірігауре води стікають у озеро Вастен'яуре по водоскату, що складається з двох уступів і завдовжки 3 км. Падіння води по водоскату між озерами Вірігауре і Вастен'яуре становить 32 м.
Озеро є частиною національного парку «Пад'єланта». На південно-східному березі озера розташоване саамське поселення (стійбище) Сталолуокта (швед. Staloluokta).